# اوپرتسهاوزن
اوپرتسهاوزن (به آلمانی: Oppertshausen) یک شهر در آلمان است که در راین-هونسروک واقع شده‌است. اوپرتسهاوزن ۱۲۲ نفر جمعیت دارد.